# Magyar Jótékonysági Díj
A Magyar Jótékonysági Díjat Amanda Elstak transzszexuális műsorvezető alapította. Az első díjátadót 2010. december 1-jén tartották az AIDS Gála és Koncert keretén belül.
Az elismerést azok kapják, akiknek fő mottójuk, hogy segítsünk a rászoruló embereket, és ezt a meggyőződésüket nemcsak hangoztatják, hanem cselekedeteikben is jelzik.
A főszervező kezdeményezését sztárok, magyar hírességek és elismert emberek is támogatják. Fontos számukra, hogy ne csak azt lássák az emberek, hogy évről évre új műsorokat rendeznek szórakoztatás céljából, hanem lássák meg azt a célt is, hogy segíteni szeretnénk embereken, és szeretnék a többi embernek is megmutatni azt az utat, ahol tehetnek valamit a rászorulókért. Valamennyien méltóak rá, hogy a Jótékonysági Díjátadón megemlítsék nevüket, hiszen kiállnak a tolerancia, a sokszínűség, és az egyenlőség mellett.
Az Emberi Értékek Díjátadó Gála és Jótékonysági Koncert esemény 2021-től a Magyar Jótékonysági Díjkiosztó Ünnepség a Magyar Tolerancia Díjátadó Gála és a Magyar Esélyegyenlőségi Díjátadó Ünnepség rendezvényeket váltotta fel, foglalja magában. Minden évben megrendezésre kerül az országos jótékonysági esemény, az ünnepség keretében adják át a Magyar Jótékonysági Díj a Magyar Toleranciadíj a Magyar Esélyegyenlőségi Díj elismeréseket.

## Díjazottak 2010-ben
- Földi Ágnes alapítványi elnök
- Zámbó Marietta alapítványi elnök
- Rendes Tiborné vállalkozó
- Dr. Hegyi Anna jogász
- Dr. Csides Katalin pszichológus
- Dr. Hyross Virág ügyvéd
- Sebián-Petrovszki László alapítványi elnök
- Szklenár Gabi (Baby Gabi) énekesnő
- Tasnádi Csilla háztartásbeli
- Matolcsy Mónika vállalkozó
- Hidvégi Tünde vállalkozó
- Koczka Máté főszerkesztő
- Serbán Marcell, a TabuTV tulajdonosa
- Rogán Antal polgármester
- Mesterházy Attila pártelnök
- Kovács Erzsi énekesnő
- Terry Black műsorvezető
- Eszterházy Tamás szervező
- Medveczky Ilona táncművész

## Díjazottak 2011-ben
- Retroton Együttes
- Peller Anna előadóművész
- Bányoczky Nóri musicalszínésznő
- Fásy Ádám műsorvezető
- Katona Éva üvegfestő-művész
- 21 gramm zenekar
- Sárközi Anita énekesnő
- Ongai Veronika vállalkozó
- Anonym Aids Tanácsadó Szolgálat
- Dr. Makara Mihály László Kórház főorvosa
- Dr. Horváth Károlyné László Kórház főnővére
- Dr. Steinbach Zsolt Merényi Gusztáv Kórház Pszichiáter szakorvosa
- Schmuck Andor civil-szervezet vezető
- Eleni Tsakopoulos Kounalakis USA magyarországi Nagykövete
- Göncz Kinga EP képviselő
- Novák Péter előadóművész-műsorvezető

## Díjazottak 2013-ban
- Barabás Miki énekes
- Bódy Magdi előadóművész
- Karda Beáta énekesnő
- Mága Zoltán hegedűművész
- Kovács Józsefné alternatív gyógyító
- Lakatos Anka szociális intézmény igazgató
- Endrődi Éva énekesnő
- Temesvári Andrea világhírű teniszező
- Dr. Vincze Lilla jogász
- Rácz Kati énekesnő
- Dr. Félszerfalvi János baleseti sebész, plasztikai sebész szakorvos
- Horváth Gyöngyi előadóművész

## Díjazottak 2020-ban
- Árvai Mónika rendezvényszervező
- Erős Antónia műsorvezető
- Gurmai Zita  országgyűlési képviselő
- Gyárfás István vállalkozó
- Jaczkó Andrea műsorszervező, manager
- Juhász Gergely  püspök
- Kratelli Josephine előadóművész-énekesnő
- Major Gabriella MTE alelnöke, LMBTQI segítő
- Molnár Valéria ügyvéd
- Ongai Miklós szakápoló
- Királyvári Zsuzsanna előadóművész
- Peller Anna előadóművész
- Szarvas József Josh énekes, csatorna igazgató
- Tilinger Attila énekes-műsorvezető
- Veress Gabriella (képzőművész) egyesületi elnök

## Díjazottak 2021-ben
- Lukács Hajnalka Magyar Vöröskereszt 9. ker. területi képviselő
- Szunyogh Gábor jótékonysági rendezvényszervező
- Csőbör Katalin országgyűlési képviselő (FIDESZ)
- Mohácsi Krisztína egyesületi alelnök
- Temesvári Szilvia Budapest 6. kerület alpolgármestere
- Iványi Gábor lelkész, civilszervezeti elnök
- Döme Zsuzsanna, Budapest 9. kerület alpolgármestere

- Rupa Ilona előadóművész-énekesnő
- Détár Enikő színművésznő
- Bodnár Attila vállalkozó, koreográfus
- Orlai Tibor közgazdász, magánproducer
- Várkonyi Attila  Dj Dominique lemezlovas
- Angyal Tamara Szilvia LMBTQIA aktivista, állatvédő
- Osváth Zsolt vállalkozó, influenszer
- Vashegyi Viktória családsegítő munkatárs
- Borók Szabina szerkesztő-műsorvezető DIKHTV
- Dr. Méhész Magdolna háziorvos, belgyógyász- gasztroenterológus szakorvos
- Roszikné Kun Éva háziorvos asszisztens

## Díjazottak 2022-ben
- Petróczi Zoltán előadóművész
- Varga Zsuzsanna szakápoló
- Mohamed Fatima énekesnő
- Megyaszay István előadóművész
- Halász Attila I-karate Global edzője
- Proksa Zoltán énekes
- Egyed Gabriella vendéglátós
- Rózsa Mónika műsorvezető DIKH rádió
- Lakatos Miklós énekes
- Jalcs Irén írónő
- Nova Brigitta előadóművész
- Nótár Mary előadóművész
- Grasics Anita előadóművész
- Elek Icu előadóművész
- Török Benjamin sportoló
- Pesti Andris előadóművész
- Baghy Edina Magyar Vöröskereszt IX.kerületi területi elnök
- Tiba Alexandra MTE főtanácsadó
- Bánhidi Szonja az Európai Transzszexuális Szépségverseny első magyar különdíjasa
- Radics Márk előadóművész
- Mulatós Kata énekesnő
- Sebestyén Lajosné Mozgássérűltek Egyesülete Bp-Zugló elnökségi tag
- Abebe Dániel-Bebe előadóművész
- Visegrádi Katalin értékesítési vezető
- Kovács Gigi énekesnő
- Vörös Anikó cégvezető

## Magyar Jótékonysági Nagydíjasok 2022-ben
- Nagy Viktória Élni Akarunk Közhasznú Alapítvány elnöke
- Bodnár Sándor a Délpesti Patrióták Szakmai Egyesület elnöke

## Díjazottak 2023-ban
- Bangó Marika énekesnő
- Horváth Elemér előadóművész
- Valentin Barbara Divo előadóművész
- Varbay Andrea civilszervezeti vezető
- Kocsis Sándorné vállalkozó
- Demeter Dorka énekesnő
- Vanessa Bez vállalkozó, a Gelati cukrászda és fagyizó tulajdonosa
- Tarné Hetey Hajnalka tanár, oktató
- Mártonffy Miklósné aktivista, segítő
- Dr.Gasparovszky Beáta orvos
- ifj. Bodnár Sándor civilszervezeti alapító tag

## Magyar Jótékonysági Nagydíjasok 2023-ban
- Beer Miklós ny.váci megyés püspök
- Priskin Pál edző